# رينا قيردار سندي
رينا قيردار سندي (مواليد 1969) هي مؤلفة عراقية ، عضوة بارزة في المجتمع ومضيفة حفلات.

## السيرة الذاتية
وُلدت «سندي» في بغداد وقضت جزءاً من طفولتها في منطقة الخليج العربي. والدها الملياردير التركماني العراقي «نمير قيردار»، أسس بنك «انفستكورب» التجاري في عام 1980, الذي حصل في وقت لاحق على «غوتشي»، «تيفاني وشركاه» و«ساكس فيفث أفينيو».
التحقت «سندي» بجامعة أكسفورد في إنجلترا، حصلت لاحقا على درجة الماجستير في الشؤون الدولية من جامعة كولومبيا. انتقلت من لندن إلى مدينة نيويورك في عام 1991، وقامت بشراء منزل «شون كومز» الريفي في «بارك افينيو».
كعضو في المشهد الاجتماعي ل«مانهاتن»، ألقت «سندي» بعض من أكثر الملابس السخية والتي لا تنسى لملابس الحفلات في التسعينات، بما في ذلك كرة يوم «سلون كيترينج» في عيد الحب، رقص باليه مدينة نيويورك مع غالا الراقصين، أحداث لنادي نيويورك للبنين، «ساكس فيفث أفينيو» و«برونو ماجلي».
في عام 2002، قامت بنشر كتابها «كن ضيفي» وهو عبارة عن يوميات مصورة مفصلة لأكثر أحداثها الناجحة، مع نصائح حول الدعوات، وإعدادات الطاولة، وصفات طعام، الكوكتيلات، الديكور، والموسيقى.

## حياتها الشخصية
تزوجت «رينا» رجل الأعمال العربي «سامي سندي» في عام 1991، وكان لديهم ابنتان. تم الطلاق في عام 2005  و عادت «سندي» إلى لندن. تزوجت الخبير المالي مكرم عبود في لندن في يونيو 2012.

## مؤلفاتها
- Be My Guest: Theme Party Savoir-Faire (2002)

## روابط خارجية
- رنا قيردار سندي على موقع IMDb (الإنجليزية)